# Милојко Курћубић
Милојко Курћубић (Крагујевац, 12. август 1954 —  Крагујевац, 17. август 2024) био je српски и југословенски фудбалер.

## Клупска каријера
Курћубић је био члан београдског Партизана од 1971. до 1974. године за који је одиграо само три првенствене утакмице у Првој лиги Југославије. Дебитовао је 17. маја 1972. (28. коло) у победи од 2–1 на домаћем терену против скопског Вардара. Након што није одиграо ниједну лигашку утакмицу у сезони 1972/73, одиграо је две првенствене утакмице у својој последњој сезони за клуб 3. и 24. априла 1974. (25. и 29. коло) када је ушао као замена за Мирослава Бошковића и Зорана Вранеша у утакмицама без голова код куће против љубљанске Олимпије и ОФК Београда. Такође је одиграо 24 пријатељске утакмице у којима је постигао једанаест голова.
Играо је и за Раднички Крагујевац, који се вратио у прву лигу после две године за сезону 1974/75. Након што је годину дана био у лиги, он и екипа су испали у Другу лигу.

## Репрезентативна каријера
Курћубић је играо за аматерску репрезентацију Југославије у такмичењу УЕФА аматерског купа 1978. године код тренера Ота Барића. Југославија је 15. маја стигла до финала пошто је у полуфиналу победила немачку аматерску репрезентацију са 3–1 на пенале. У финалу у Атини, Југославија је победила аматерску репрезентацију Грчке резултатом од 2–1.

## Смрт
Преминуо је 17. августа 2024. године у Крагујевцу.